# Lakhisarai
Lakhisarai là một thành phố và khu đô thị của quận Lakhisarai thuộc bang Bihar, Ấn Độ.

## Nhân khẩu
Theo điều tra dân số năm 2001 của Ấn Độ, Lakhisarai có dân số 77.840 người. Phái nam chiếm 53% tổng số dân và phái nữ chiếm 47%. Lakhisarai có tỷ lệ 50% biết đọc biết viết, thấp hơn tỷ lệ trung bình toàn quốc là 59,5%: tỷ lệ cho phái nam là 59%, và tỷ lệ cho phái nữ là 39%. Tại Lakhisarai, 18% dân số nhỏ hơn 6 tuổi.